# Église Saint-Laurian de Vatan
Pour les articles homonymes, voir Église Saint-Laurian et Laurian.
L'église Saint-Laurian de Vatan est une église catholique française. Elle est située sur le territoire de la commune de Vatan, dans le département de l'Indre, en région Centre-Val de Loire.

## Situation
L'église se trouve dans la commune de Vatan, au nord-est du département de l'Indre, en région Centre-Val de Loire. Elle est située dans la région naturelle de la Champagne berrichonne. L'église dépend de l'archidiocèse de Bourges, du doyenné de Champagne Berrichonne et de la paroisse de Vatan.

## Histoire
D'origine romane, la collégiale Saint-Laurian a été profondément remaniée au XVIe siècle, notamment par la construction d'un chœur polygonal de style flamboyant, menée grâce aux libéralités du chanoine Pierre Dubreuil (1537). De l'ancien édifice subsistent le chœur et les boiseries de la porte d'entrée épargnée par l'écroulement du clocher.
Les chapelles ont été ajoutées en 1537 par le doyen du chapitre, l'abbé Dubreuil, qui fit don en 1539 de vitraux relatant la vie de Saint Laurian, dont il reste des fragments.
L'édifice est inscrit le 8 décembre 1928 et réinscrit le 13 mars 1933, au titre des  monuments historiques. 

## Description
Le chœur est à cinq pans, cinq chapelles étant disposées entre les contreforts. Datée de 1498, la porte se compose de six panneaux supérieurs sculptés d'entrelacs flamboyants avec les armoiries du seigneur de Vatan. Les douze panneaux inférieurs sont ornés de serviettes.
La nef et son transept à absidioles sont reconstruit dans les années 1880-1890 sous la direction de Henri Dauvergne, puis reconstruit partiellement à la suite de l'effondrement du clocher en 1882. Sur la façade occidentale il y a réemploi d'un portail gothique de la fin du  XVe siècle.
Datée de 1498, la porte se compose de six panneaux supérieurs sculptés d'entrelacs flamboyants avec les armoiries du seigneur de Vatan. Les douze panneaux inférieurs sont ornés de serviettes.

## Vitraux

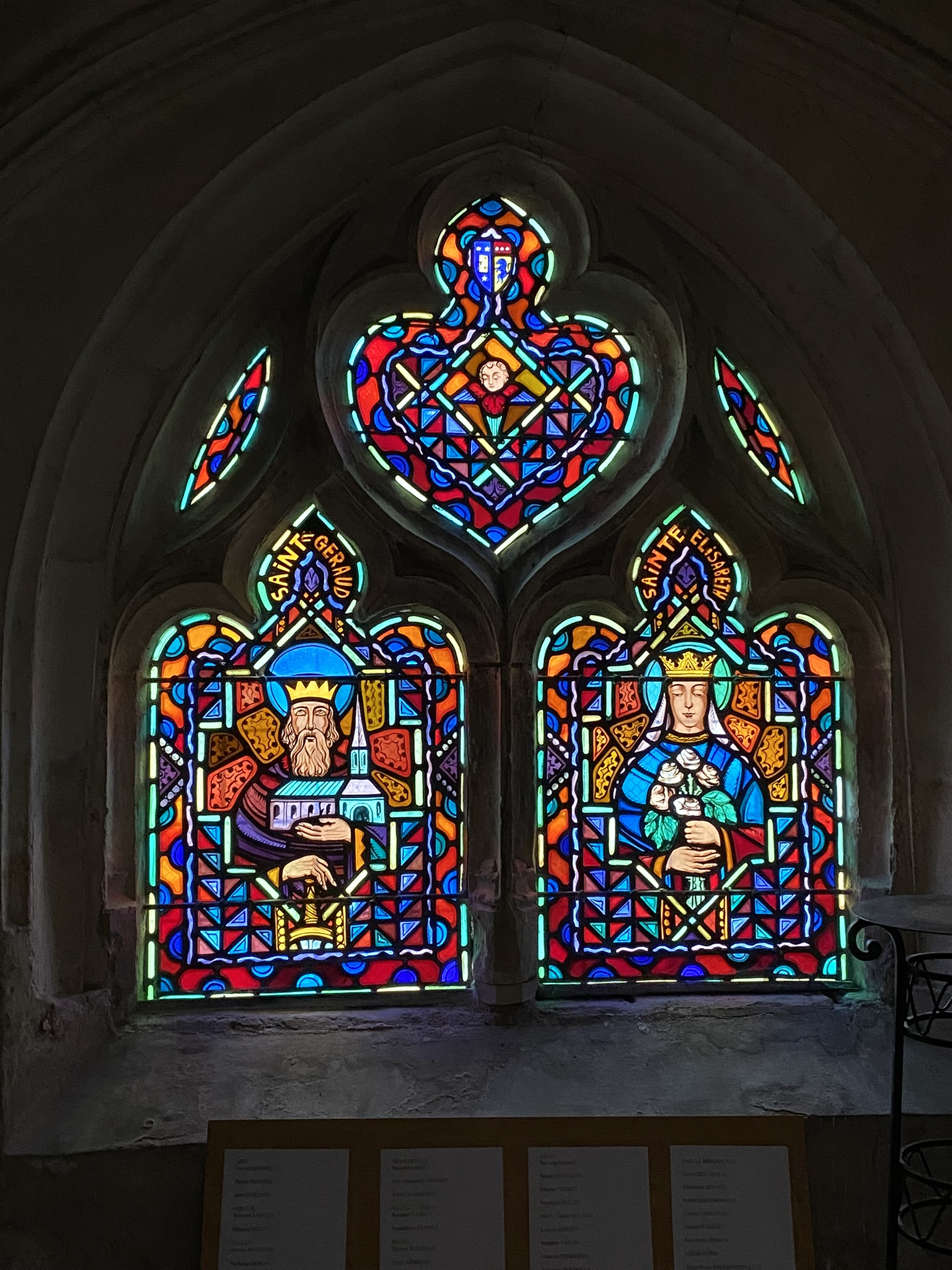
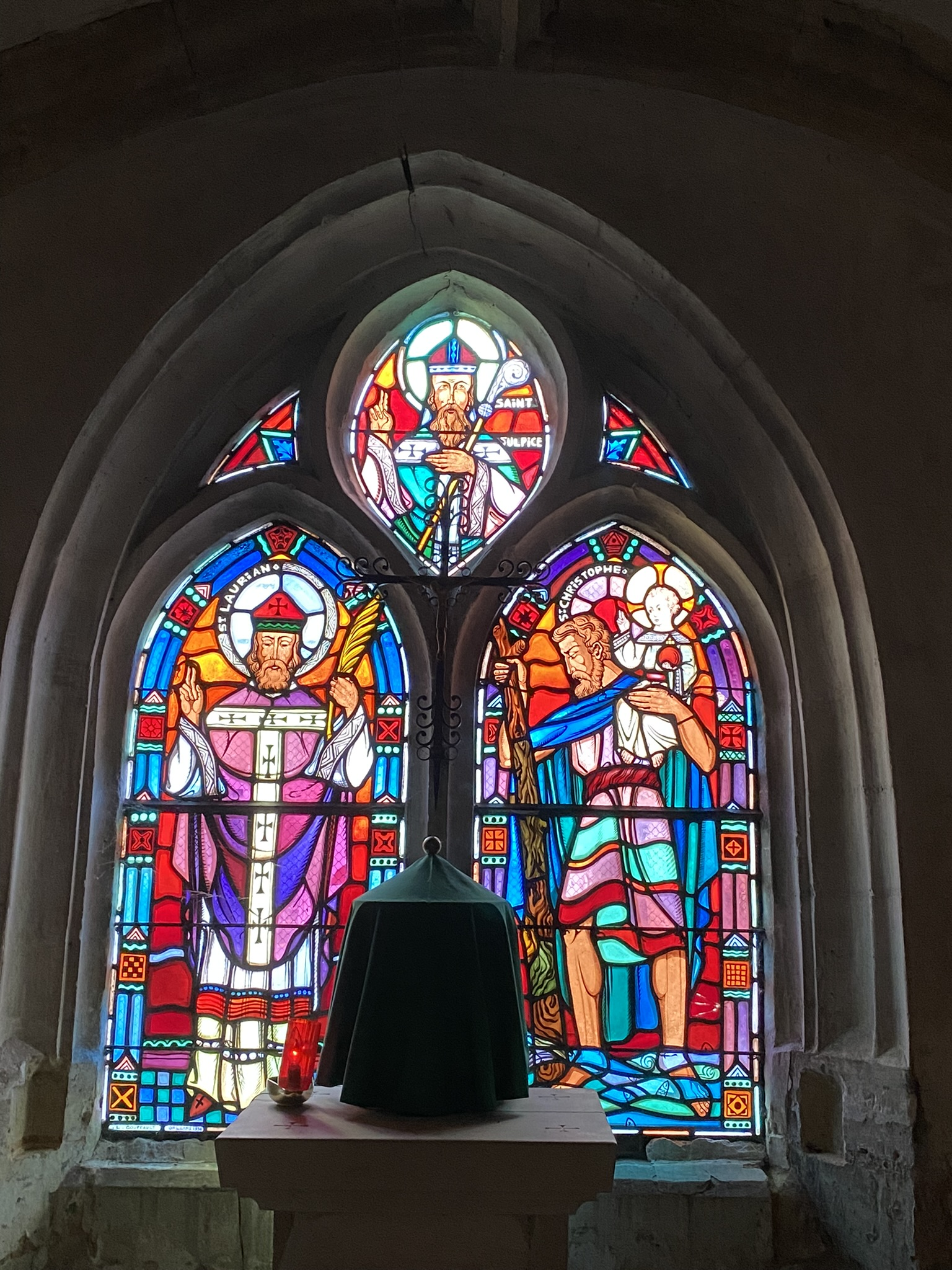
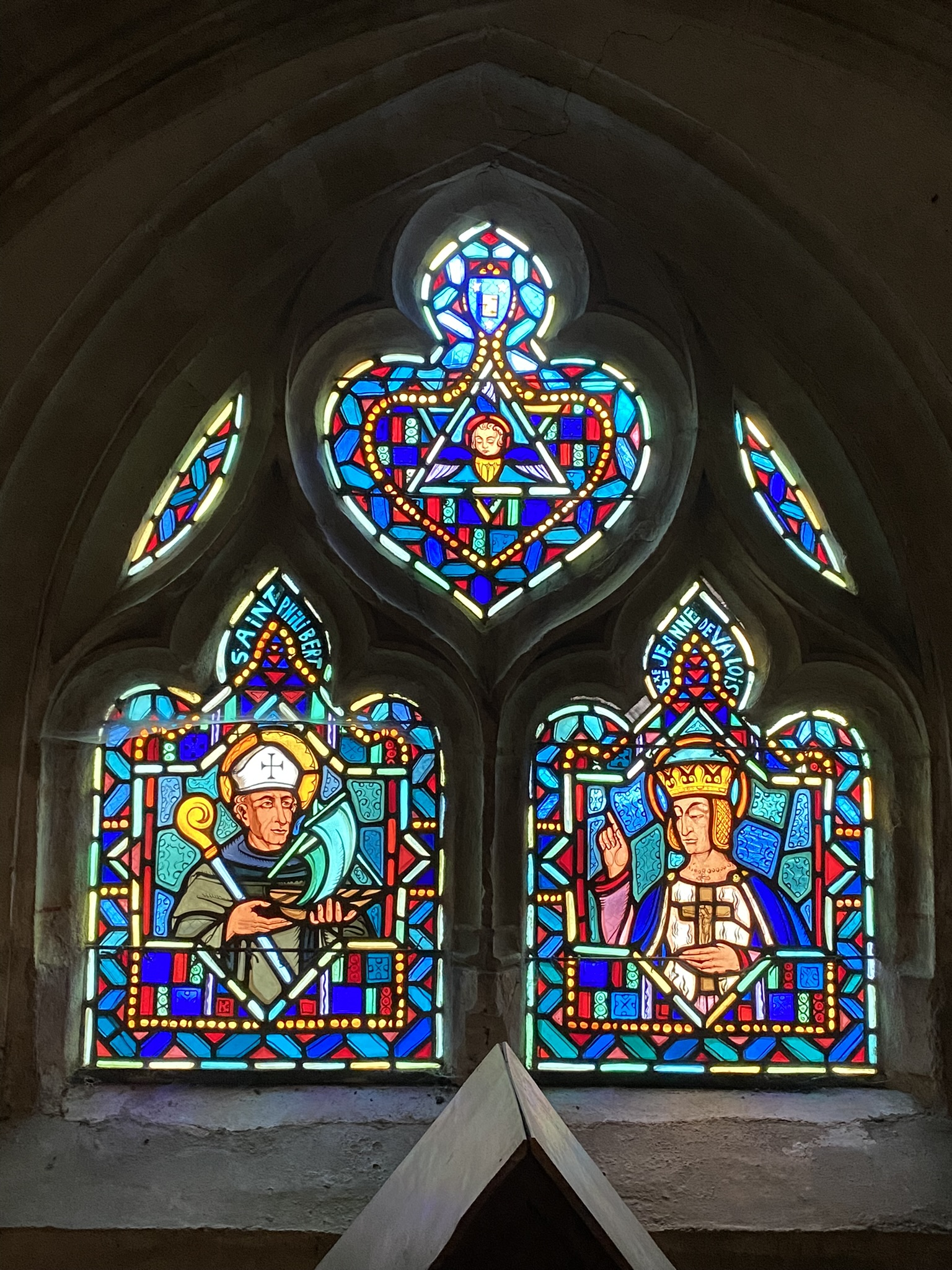

Dans la seconde moitié du XIXe siècle, l'atelier Lobin intervient dès 1871 (baie 117), mais la campagne de création de vitraux ne reprend qu'après la reconstruction de la nef, à la suite de l'effondrement du clocher en 1882. Le successeur de Lobin, Joseph-Prosper Florence, complète en 1895 les trois baies du chœur (100, 101 et 102) ; en collaboration avec son associé Louis Heinrich, il réalise un ensemble de 8 verrières à personnages pour les bas-côtés de la nef, entre 1900 et 1904. Les verrière du haut datent de 1935 ; il y a notamment 8 verrières, de style Art déco, qui présentent des scènes de la vie du Christ, sur la partie haute de la nef. Elles sont issues de l'atelier Gouffault, réalisées en 1935 en collaboration avec le peintre cartonnier André-Louis Pierre. La lecture de ce cycle se fait d'est en ouest côté nord (baies 107 à 113), et se poursuit d'ouest en est côté sud (baies 114 à 108) : 
- baie 107 : l'Annonciation et la Visitation
- baie 109 : la Nativité et l'Adoration des Mages
- baie 111 : la Sainte Famille à Nazareth et le Baptême du Christ
- baie 113 : les Noces de Cana et la Multiplication des pains
- baie 114 : l'Entrée à Jérusalem et la Cène
- baie 112 : la Crucifixion et la Mise au tombeau
- baie 110 : la Résurrection et l'Ascension
- baie 108 : Les saints et saintes du Paradis.

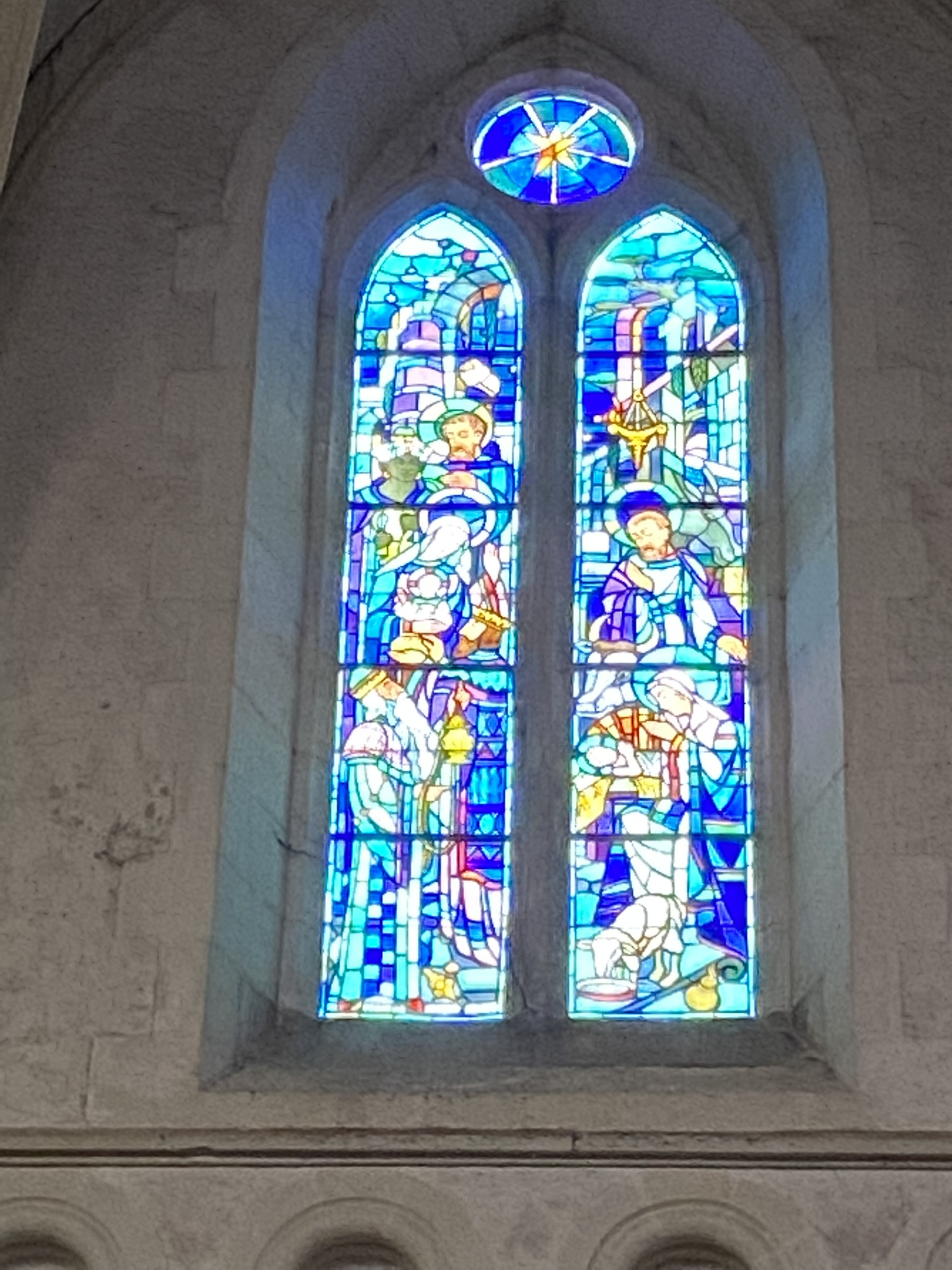
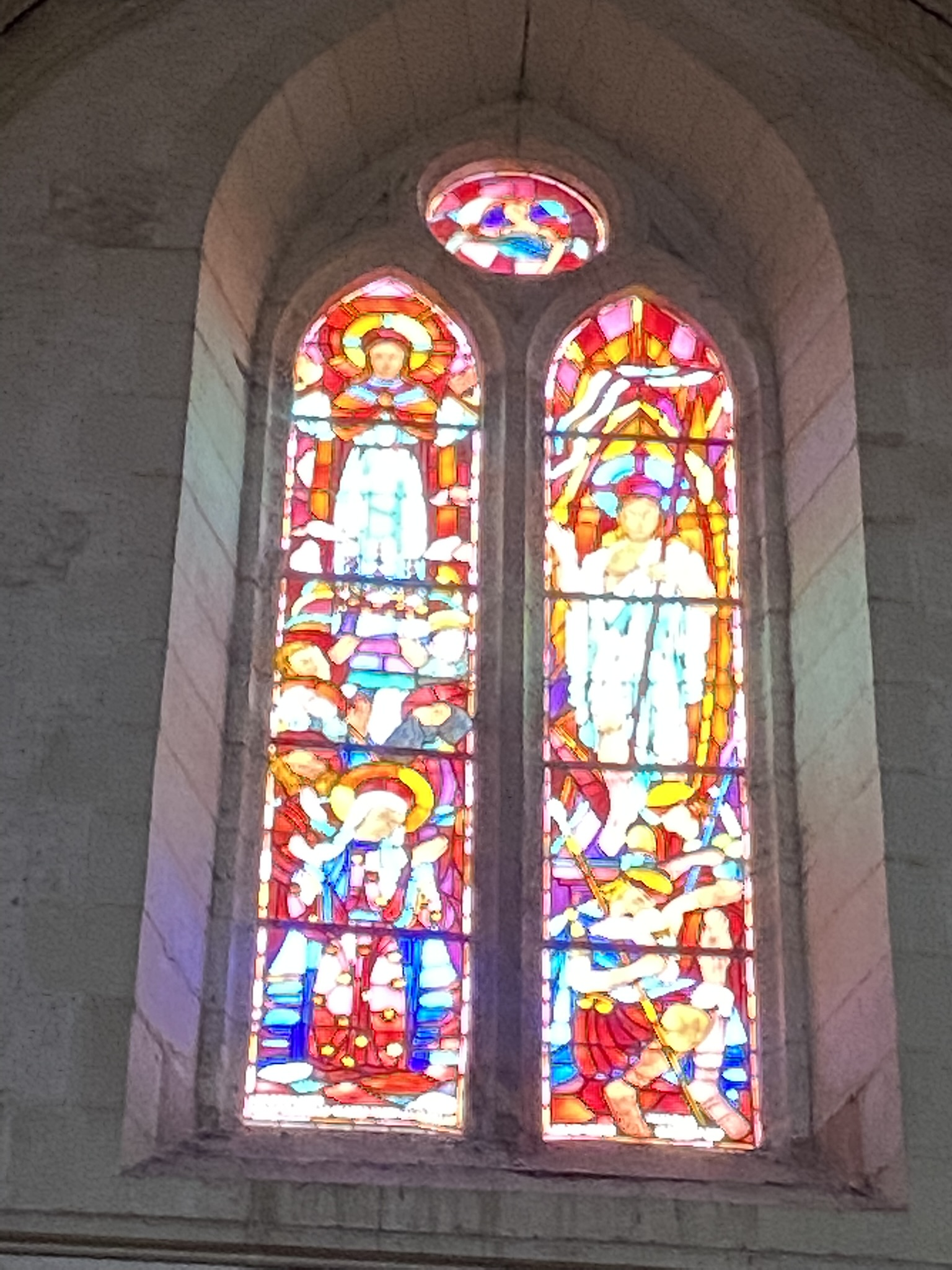
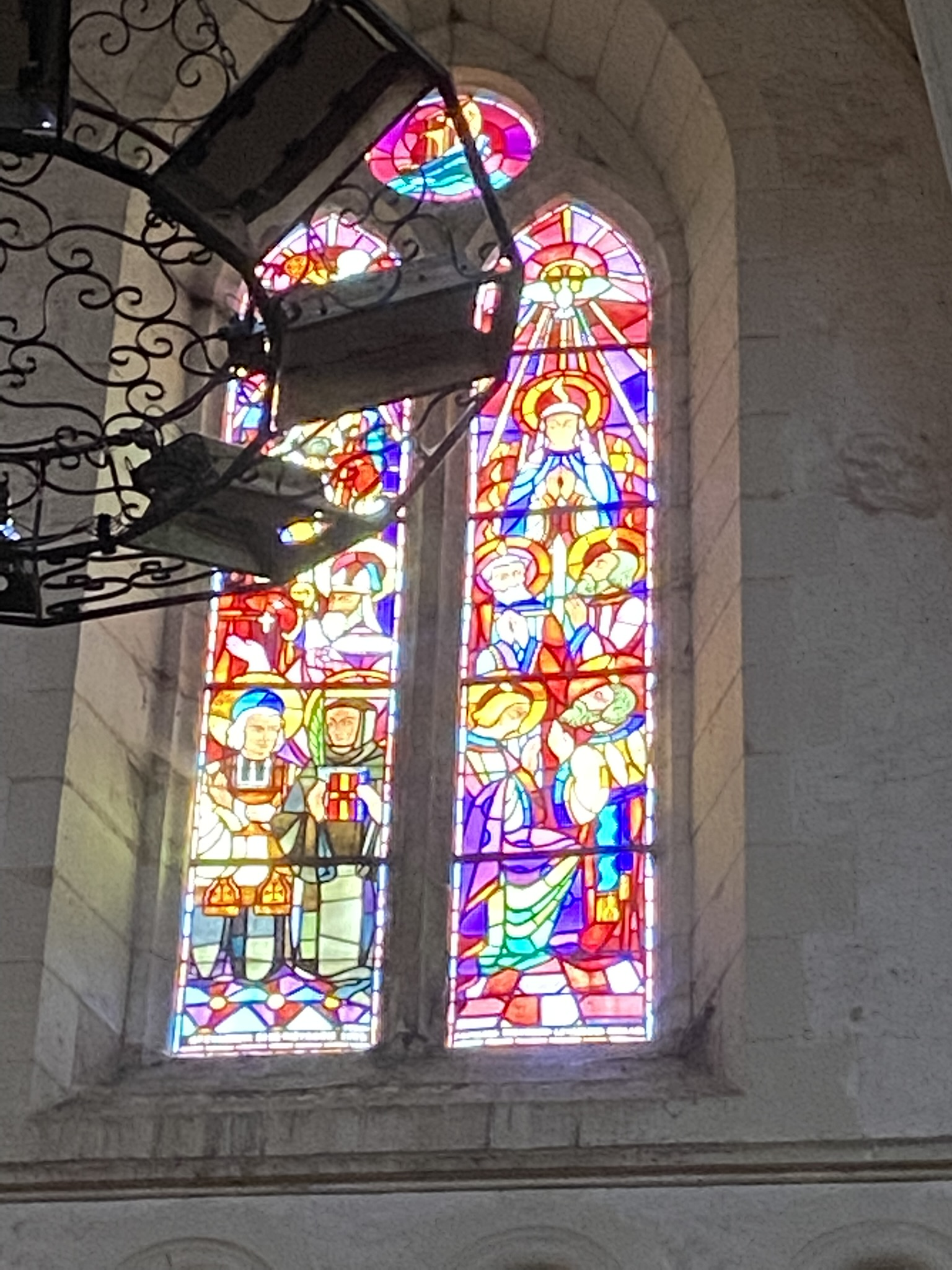
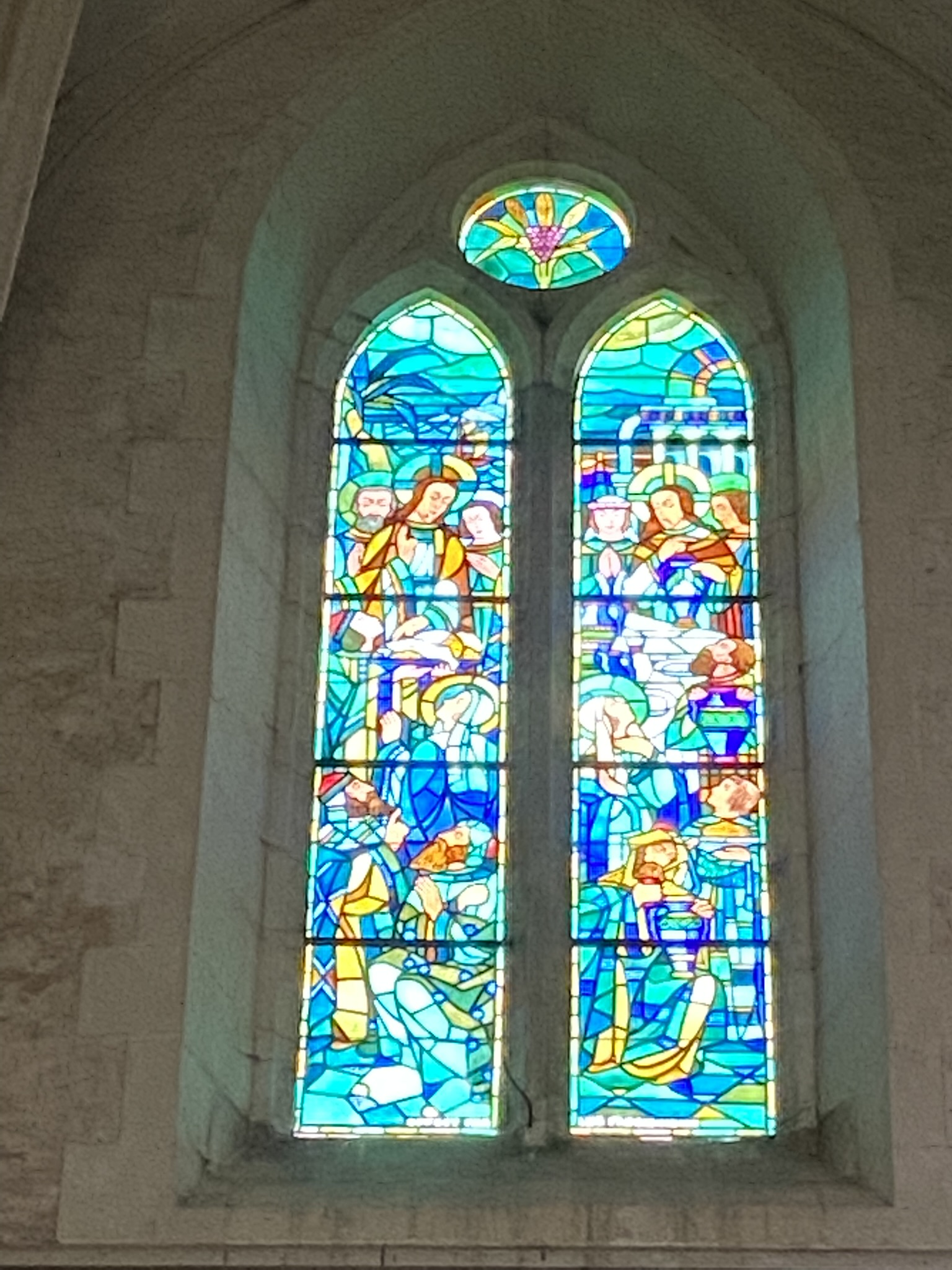